# Ethelbert William Bullinger

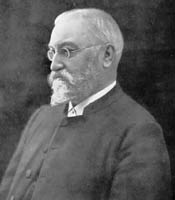
Ethelbert William Bullinger

Ethelbert William Bullinger (Canterbury, Kent 16 december 1837 - Londen 6 juni 1913), was een anglicaans geestelijke, theoloog en dispensationalist.

## Biografie
E.W. Bullinger werd in Canterbury, Kent geboren als zoon van William Bullinger en Mary Bent. Zijn ouders waren methodisten. Hij stamt rechtstreeks af van de Zwitserse hervormer Heinrich Bullinger (1504-1575). Bullinger had een mooie stem en maakte deel uit van het koor van de Kathedraal van Canterbury. Als koorknaap leerde hij al op jonge leeftijd Latijn en Grieks. Zijn hele leven lang was hij een groot muziekliefhebber.
Bullinger studeerde theologie aan King's College London (1860-1861) en behaalde een associate degree (A.D.). Na zijn studie trouwde hij op 15 oktober 1861 met de dertien jaar oudere Emma Dobson. Zijn kennis van de Bijbelse talen was zo groot, dat hij in 1881 uit handen van de aartsbisschop van Canterbury, Archibald Campbell Tait, een eredoctoraat in de theologie (Doctor of Divinity).
E.W. Bullinger begon zijn carrière binnen de Kerk van Engeland als kapelaan (curate) van de parochie van St. Mary Magdalena in Bermondsey (Londen). In 1862 volgde zijn priesterwijding. Van 1863 tot 1866 was hij kapelaan te Tittleshall, van 1866 tot 1969 te Notting Hill, van 1869 tot 1870 te Leytonstone en van 1870 tot 1874 te Walthamstow. In 1874 werd hij pastoor (vicar) van de nieuwgevormde parochie van St. Stephen (tot 1888).
Hij werd in het voorjaar van 1867, op 29-jarige leeftijd, kerkelijke secretaris van de Trinitarian Bible Society in Londen, een functie die hij tot zijn dood in 1913 bekleedde. Als secretaris van de TBS was Bullinger overtuigd van de superioriteit van de Textus Receptus als grondtekst van het Nieuwe Testament ten opzichte van de tekstkritische grondteksten die in de negentiende eeuw opgang maakten. Hoewel Bullinger de TR superieur achtte aan de moderne tekstkritische grondteksten, was hij echter niet overtuigd dat de King James Version, de oude Britse Bijbelvertaling waarvan het Nieuwe Testament gebaseerd was op de TR een superieure vertaling was: alleen de brontekst was onfeilbaar, niet een vertaling. Bullinger was ook fel criticus van de Vulgata, de Latijnse vertaling van de Bijbel. Tijdens zijn secretarisschap van de TBS, ontplooide dit Bijbelgenootschap vele activiteiten:
- De TBS contracteerde de Hebraïcus Christian David Ginsburg om een nieuwe Hebreeuwse versie van het Nieuwe Testament te maken.
- De Trinitarian Bible Society publiceerde - weer van de hand van Ginsburg - een kritische uitgave van de Masoretische Tekst van de Tenach. (Later publiceerde Ginsburg een nieuwe editie van de Masoretische Tekst voor de British and Foreign Bible Societies.)
- Er werd een Bretonse zustergenootschap van de TBS opgericht die onder leiding kwam te staan van Pasteur LeCoat die een door de TBS gefinancierde Bretonse Bijbelvertaling uitgaf.
- De TBS maakte een nieuwe Portugese Bijbelvertaling met verwijzingen.
- Na de Spaanse revolutie van 1868 verspreidde TBS-missionarissen een nieuwe, Protestantse Bijbelvertaling.

E.W. Bullinger had een bijzondere band met Bretagne en hij kwam er ook vaak. Hij had vele contacten met Bretonse protestanten en als muziekliefhebber verzamelde hij Bretonse hymnen die hij op muziek zette.
Bullinger was naast zijn werk voor de TBS ook redacteur van Things to Come (1894-1913), een Eschatologisch tijdschrift dat maandelijks verscheen. Daarnaast schreef hij twee belangrijke theologische werken: A Critical Lexicon and Concordance to the English and Greek New Testament (1877), ISBN 0-8254-2096-2, Figures of Speech Used in the Bible (1898), ISBN 0-8010-0559-0. Daarnaast was hij de belangrijkste redacteur van de zesdelige The Companion Bible (1909-1922), ISBN 0-8254-2177-2. The Companion Bible is een Bijbelverklaring van de King James Version en geldt als een klassieker die nog steeds wordt uitgegeven.
Bullinger overleed op 6 juni 1913 in Londen.

## Theologie
Bullinger was een controversiële theoloog. Hij geldt als vader van het "hyperdispensationalisme", wat zich van het gewone dispensationalisme onderscheidt als het gaat om het begin van de Kerk. De meeste dispensationalisten gaan ervan uit dat de Kerk haar aanvang heeft met de Uitstorting van de Heilige Geest (Hand. 2), maar Bullinger meende dat de Kerk pas ontstond naar aanleiding van de woorden van Paulus in Hand. 28:23-30.
Het schema van de dispensationalistische leer van Bullinger ziet er als volgt uit:
| De periode van volmaakte onschuld                          | De "Wetteloze" periode                                        | De periode onder de Wet                                                                     | De Heilsperiode                                      | Het Laatste Oordeel                                      | Het Millenialisme                                     | De periode van de Eeuwige Glorie                   |
| ---------------------------------------------------------- | ------------------------------------------------------------- | ------------------------------------------------------------------------------------------- | ---------------------------------------------------- | -------------------------------------------------------- | ----------------------------------------------------- | -------------------------------------------------- |
| Genesis 1-3 Eindigt met de verdrijving uit de Hof van Eden | Genesis 4-Exodus 19 Eindigt met het geven van de Tien Geboden | Exodus 20-Handelingen 28 Eindigt met de verwerping van Israël van de Jezus als Zoon van God | Kerkgeschiedenis Eindigt met de Wederkomst van Jezus | Tribulatie Eindigt met de vernietiging van de antichrist | Apok. 20:4-6 Eindigt met de vernietiging van de Satan | Apok. 20-22 Eeuwigdurende staat van gelukzaligheid |

Bovenstaande schema wordt door de meeste dispensationalisten verworpen. Harry A. Ironside, een bekende Amerikaanse theoloog en dispensationalist  bekritiseerde Bullinger's visie in zijn boek "Wrongly dividing the truth" (Onterecht verdelen van de waarheid) en bestempelde het zelfs als satanisch. In 1935 werd dit schrijven op zijn beurt weer bekritiseerd door J.C. O’Hair in zijn schrijven "Wrongly Deriding Christian Brethren" (Onterecht onderuit halen van christen broeders) waarin hij o.a. betoogt dat Ironsides kritiek voornamelijk berust op verschil van mening over het moment waarop Israel terzijde gesteld werd.
Naast zijn hyperdispensationalistische opvattingen hield Bullinger er nog meer eigenzinnige theologische voorstellingen op na. Zo geloofde hij dat Jezus niet gekruisigd was te midden van twee, maar vier misdadigers. Om deze gedachte kracht bij te zetten, verwees hij naar het monument Le Cinq Croix ("De Vijf Kruisen") te Ploubezre in Bretagne. Ook verwierp Bullinger de gedachte dat de ziel onsterfelijk was: bij de dood sterft niet alleen het lichaam maar ook de ziel, pas bij de verrijzenis van het lichaam op de Jongste Dag krijgt het lichaam opnieuw een ziel. In zijn werken schrijft Bullinger niets over de staat van de overleden ongelovigen, wat er toe heeft geleid dat veel van zijn volgelingen meenden dat Bullinger geloofde in de theorie van het annihilationisme (de overleden ongelovigen ontvangen geen eeuwige straf maar vergaan gewoon tot stof). Andere opvattingen waren zijn geloof dat de sterrenbeelden het heilsplan van God  verbeelden en zijn visie op de betekenis van getallen in de Bijbel,
Bullinger geloofde dat de Bijbel van kaft tot kaft letterlijk moest worden genomen: zo geloofde hij dat de hemelen en de aarde in zes keer 24 uur geschapen waren, dat het verhaal van de zondeval niet symbolisch moest worden opgevat en kwam hij tot de conclusie dat de aarde plat was. Bullinger was schijnbaar lid van de Universal Zetetic Society.
Befaamd was Bullingers antikatholicisme: hij vond het katholicisme bijgeloof en was een tegenstander van katholieke Bijbelvertalingen, o.a. omdat deze de Deuterocanonieke boeken bevatten.

## Varia
- Zijn bekendste publicatie was  The Companion Bible, waarvan hij tot zijn dood in 1913 redacteur was.
- Vernoemd naar koning Ethelbert van Kent, de eerste christelijke vorst van Kent.
- Pleitbezorger van de Heilige Drie-eenheid.
- Was meer dan 45 jaar secretaris van de Trinitarian Bible Society.
- Had veel kennis van het Hebreeuws, Grieks en Latijn.
- Verwierp de eeuwigheid van de ziel.
- Achtte de Textus Receptus (Reformatorische grondtekst van het Nieuwe Testament) meer superieur dan de Nestle-Aland (tekstkritische) grondtekst van het NT.
- Pleitbezorger van de Masoretische Tekst.
- Geloofde in astrologie.
- Was bevriend met dr. Theodor Herzl.

## Publicaties
- Commentary on Revelation
- Word Studies on the Holy Spirit
- The Witness of the Stars
- The Book of Job
- Figures of Speech Used in the Bible
- Great Cloud of Witnesses
- The Critical Lexicon
- Concordance to the English and Greek New Testaments
- The Companion Bible
- The Foundations of Dispensational Truth
- The Two Natures in the Child of God
- How to Enjoy the Bible